# Israel
 For alternative betydninger, se Israel (flertydig). (Se også artikler, som begynder med Israel)
Israel (hebraisk: יִשְרָאֵל, tr. Yisra'el; arabisk: إسرائيل, tr. Isrā'īl), officielt Staten Israel (hebraisk: מְדִינַת יִשְרָאֵל, tr. Medinat Yisra'el; arabisk: دَوْلَةْ إِسْرَائِيل, tr. Dawlat Isrā'īl), er et land i Mellemøsten beliggende i den sydøstlige ende af Middelhavet. Landet grænser op til Libanon mod nord, til Syrien og Jordan mod øst og til Egypten mod sydvest og består af et geografisk varieret landskab inden for det relativt begrænsede landområde. Vestbredden og Gazastriben er tilstødende områder, som siden Seksdageskrigen i 1967 har været omstridte områder. Med et indbyggertal på næsten 10 millioner, hvor hovedparten er jøder, er Israel den eneste stat i verden med en jødisk majoritet. Som en kulturel og religiøs smeltedigel er det også et hjemsted for arabiske muslimer, arabiske kristne, drusere, samaritanere og flere andre religiøse og etniske minoriteter. Jerusalem er officielt landets hovedstad, hvor både landets parlament og regering har hjemsæde. Ligesom tilfældet er med eksempelvis landområder på Vestbredden, er Jerusalems status også omstridt. Således har både israelere og palæstinensere fremsat uforendelige territorielle krav hvad angår Jerusalem. International konsensus virker dog til at indikere, at Jerusalems status endnu ikke er besluttet.
I forbindelse med Det Osmanniske Riges opløsning efter Første Verdenskrig, blev det – af Folkeforbundet – besluttet at etablere Palæstinamandatet i 1922. Dette bestemte, at Storbritannien skulle administrere området foreløbigt med henblik på bl.a. at etablere et "nationalt hjem for det jødiske folk" på sigt. Den efterfølgende periode, under mellemkrigstiden, var karakteriseret af uroligheder, som var forårsaget af spændinger mellem den arabiske og jødiske del af befolkning. Storbritannien agtede, efter anden verdenskrigs afslutning, at afslutte Palæstinamandatet. En afstemning i De Forenede Nationers generalforsamling i 1947 – den såkaldte delingsplanen for Palæstina (resolution 181) – havde her til formål at finde en løsning på uenighederne og stridighederne mellem den arabiske og jødiske del af befolkning i området. Delingsplanen foreslog, at Jerusalem skulle være et "corpus separatum", under international overvågning. Derudover forslog delingsplan en konkret opdeling af landområderne i det daværende Palæstinamandat, hvilket ville have resulteret i skabelsen af såvel en arabisk som en jødisk stat. Selvom delingsplanen blev vedtaget af FN's generalforsamling, var den ikke juridisk bindende, og da Den Arabiske Liga prompte afviste planen blev delingsplanen aldrig til virkelighed.   Jøderne, under ledelse af David Ben-Gurion, erklærede efterfølgende, at de havde til hensigt at etablere staten Israel og formulerede i denne forbindelse den israelske uafhængighedserklæring, hvori Israel d. 14. maj 1948 erklærede sin uafhængighed. Uafhængighedserklæringen gjorde dog ikke rede for den nye stats grænser. De arabiske lande indledte en krig, den såkaldte arabisk-israelske krig 1948, blot dagen efter den nye israelske stat havde udråbt sin uafhængighed.
Det nutidige Israels ideologiske retfærdiggørelse findes til dels i Bibelens beskrivelser af Israels land, i den europæiske antisemitisme og jødeforfølgelser, såvel som i zionismen der var en reaktion på jødernes forfærdelige vilkår i Europa. Israel finder endvidere sin retfærdiggørelse i bestemmelserne fra Folkeforbundet Palistinamandatet. Hertil kommer den lange række af begivenheder, der siden statens officielle grundlæggelse er indtruffet i kølvandet på diverse konflikter med forskelige nabostater. Israel har underskrevet fredsaftaler med Egypten (i 1979) og Jordan (i 1994), omend der forsat pågår stridigheder mellem israelerne og palæstinenserne i forhold til grænser og territorielle krav.
Israel er formelt et repræsentativt demokrati med et parlamentaristisk system og universel stemmeret. Alle israelere, uanset religiøs tilhørsforhold, har således stemmeret, ligesom israelske arabere både er repræsenteret i landets parlament (Knesset) og i landets højesteret. Kritikere af Israel har dog ofte beskyldt styret for at være et apartheidstyre. Denne kritik er typisk møntet på styrets behandling af bl.a. palæstinensere på Vestbredden, selvom nogle kritikere ligeledes anvender apartheid-analogi i forhold til styrets behandling af arabiske statsborgere i Israel. Israel tager selv kraftigt afstand fra apartheid-analogien og påpeger, at der er tale om en smædekampagner igangsat af folk, der ikke ønsker, at staten Israel eksisterer. USA's forhenværende udenrigsminister, John Kerry, har givet udtrykt for, at Israel med en etstatsløsning kan udvikle sig til et apartheidstyre. Han har dog senere undskyldt og forklaret, at han ikke mente Israel, som det er i dag.
Statsministeren fungerer som regeringschef, og Knesset (parlamentet) fungerer som Israels lovgivende magt. Målt i bruttonationalprodukt anslås Israels økonomi at være den 28. største i verden og 13. plads i BNP per indbygger, og Israel rangerer desuden højest blandt landene i Mellemøsten hvad angår HDI-indekset, økonomi, innovation  og gennemsnitlig formue pr voksen. Det er det mest udviklede land i Mellemøsten og et af de mest udviklede i verden. Israel var ifølge magasinet "Global Finance" rangeret som det sjette mest avancerede og teknologiske land i verden i 2022. Israel er et af de rigeste lande i Asien målt efter BNP pr. indbygger. Landet ligger på en 4. plads i World Happiness Reports såkaldte lykkeindeks.

## Etymologi
Igennem de sidste tre tusinde år har navnet Israel i normal og religiøs brug betydet både Israels land og hele den jødiske nation. Navnet stammer fra et vers i Bibelen (Første Mosebog 32,28), hvor Jakob bliver navngivet Israel efter en vellykket kamp med en af Guds engle. Kritikere er ikke enige om navnets betydning. Nogle mener, at navnet kommer fra verbet śarar ("at herske, blive stærk, have autoritet over"), og ifølge dem betyder navnet "Gud hersker" eller "Gud dømmer". Andre mulige tydninger er "Guds prins" (fra King James oversættelsen 1611) eller "El (Gud) kæmper/strider". Helt fraset navnets præcise betydning er den bibelske nation efter Jakob blev kaldt "Barn af Israel" eller "israelitter".
Den første historiske benævnelse af ordet Israel forekommer i Merneptah Stele efter Det gamle Egypten (dateret tilbage til det 13. århundrede f.Kr.), selvom forskere er uenige i, om der refereres til et folk eller et hjemland. Nutidens land fik navnet Medinat Yisrael ("Staten Israel"), efter at andre foreslåede navne f.eks. Eretz Israel ("Israels land"), Zion og Judea blev afslået. I den uafhængige stats første uger bestemte regeringen, at udtrykket "israelere" skulle betegne Israels borgere, hvilket blev bekendtgjort af udenrigsministeren, Moshe Sharett.

## Historie

### Tidlige rødder
Israels land, kendt på hebraisk som Eretz Yisrael, har været helligt for det jødiske folk siden de bibelske patriarkers tid. Bibelen har placeret denne periode tidligt i det andet årtusind f.Kr. Ifølge Toraen blev landet Israel lovet til jøderne som deres hjemland, og jødedommens helligste steder er lokaliseret her. Omkring det ellevte århundrede f.Kr. blev den første af en række jødiske kongeriger og stater etableret for at styre regionen. Disse jødiske kongeriger regerede periodevis i det følgende årtusinde.
I perioden mellem de jødiske kongeriger og de islamiske erobringer i 700-tallet kom Israel under assyrisk, babylonisk, persisk, græsk, romersk, sasanideisk og østromersk herredømme. Den jødiske tilstedeværelse i regionen blev mindsket efter det mislykkede Bar Kokhba-oprør mod Romerriget i 132 e.Kr. og den efterfølgende bortvisning af jøder. Alligevel blev det bevaret af en jødisk bosættelse i Palæstina, selv om broderparten af den jødiske befolkning flyttede fra Judea til Galilæa; Mishna og dele af Talmud, der er blandt jødedommens vigtigste religiøse tekster, blev udarbejdet i denne periode. Israels land blev skilt fra Østromerriget omkring år 636 e.Kr. under de første muslimske erobringer. Kontrollen med regionen skiftede frem og tilbage mellem umayyaderne, abbasiderne og korsfarerne i de følgende seks århundreder, før området faldt i hænderne på mamelukkerne i 1260. I 1516 blev landet Israel en del af Det Osmanniske Rige, der regerede regionen frem til 2. november 1922.

### Zionisme og det britiske mandat
For mange jøder der boede i diasporaen, var det et gammelt ønske at returnere til Zion og Israels land. Dette håb og denne længsel kom tydeligt til udtryk i Bibelen og er et centralt tema i den jødiske bønnebog. Fra og med begyndelsen af det tolvte århundrede begyndte en lille, men stabil strøm af jøder at forlade Europa for at bosætte sig i det hellige land. Indvandringen øgedes, efter at jøderne blev udvist fra Spanien i 1492. I løbet af det 16. århundrede slog store samfund rod i De fire hellige byer, og i anden halvdel af det 18. århundrede bosatte hele hasidiske samfund fra Østeuropa sig i det hellige land.
Den første store immigrationsbølge i moderne tid, kendt som den første aliyah (hebraisk: עלייה), begyndte i 1881, da jøderne flygtede fra pogromer i Østeuropa. Zionistbevægelsen eksisterede i teorien, men Theodor Herzl er i eftertiden blevet betragtet som grundlægger af den politiske zionisme, en bevægelse, der forsøgte at etablere en jødisk stat i Israels lovede land ved at løfte jødespørgsmålet op på et internationalt niveau. I 1896 publicerede Herzl Der Judenstaat (Den jødiske stat) og skabte derved visionen om en kommende stat. Det følgende år var han leder af den første zionistkongres i Basel.
Den anden aliyah (1904–1914) begyndte efter Kishinev-pogromen. Omtrent 40.000 jøder bosatte sig i Palæstina. Både den første og den anden bølge af indvandrere var hovedsageligt ortodokse jøder, men den anden aliyah inkluderede også socialistiske pionerer, der etablerede Kibbutzbevægelsen. Under 1. verdenskrig udstedte Storbritanniens udenrigsminister, Arthur Balfour Balfour-deklarationen, hvori det fremgik, at man "view[ed] with favour the establishment in Palestine of a national home for the Jewish people". Den britiske erobring af Israel fik assistance af Den jødiske legion, der var en gruppe af bataljoner hovedsagelig dannet af frivillige zionister. Arabisk modstand mod Balfour-planen førte i 1920 til uroligheder og racistisk motiveret vold mod jøder i Palæstina, og derfor blev den jødiske forsvarsorganisation, Haganah, dannet. Derfra udsprang senere grupperne Irgun og Lehi (af briterne kaldet Sternbanden efter lederen Avraham Stern). I 1922 overdrog Folkeforbundet Palæstinamandatet til Storbritannien med bevæggrunden at "placere landet i en så politisk, administrativ og økonomisk tilstand, at det vil sikre etableringen af det jødiske nationalhjem".
Den jødiske indvandring fortsatte med den tredje (1919-23) og fjerde aliyah (1924-29), der tilsammen bragte 100.000 jøder til Palæstina. I kølvandet på optøjerne i Jaffa i 1921 forbød briterne yderligere jødisk indvandring, og det territorium, der kandiderede til at huse en kommende jødisk stat, blev nu placeret i Transjordan. Nazismens fremvækst i 1930'erne førte til den femte aliyah med en tilstrømning på en kvart million jøder. Tilstrømningen resulterede i det arabiske oprør i 1936-39 og fik briterne til at afdække immigrationen med Hvidbogen af 1939. En hemmelig bevægelse, kendt som Aliyah Bet, blev organiseret for at bringe jøder til Palæstina, efterhånden som det viste sig, at lande over hele verden afviste jødiske flygtninge på flugt fra holocaust. Ved slutningen af 2. verdenskrig udgjorde jøderne 33% af Palæstinas befolkning – en stigning fra 11 procent i 1922.

### Uafhængighed og ekspansion de første år
I 1947 trak det britiske styre sig tilbage fra Palæstinamandatet og slog fast, at det var ude af stand til at finde en løsning, der ville være acceptabel for både araberne og jøderne. Det nydannede FN vedtog en delingsplan (FN's Generalforsamlings resolution 181) den 29. november 1947 og forslog derpå, at landet skulle opdeles i to stater: en arabisk og en jødisk. Jerusalem blev udpeget som international by – en corpus separatum – administreret af FN for at undgå konflikter om byens status. Det jødiske samfund godtog planen, men Den Arabiske Liga og den arabiske højere komité afslog.
Til trods for dette blev den uafhængige stat, Israel, udråbt den 14. maj 1948, dagen før det britiske mandat over Palæstina ophørte. Kort efter gik fem af medlemmerne af Den Arabiske Liga – Egypten, Syrien, Jordan, Libanon og Irak – til angreb på Israel og startede dermed Den Arabisk-Israelske krig 1948 (i Israel kendt som Uafhængighedskrigen). Efter næsten et år med kampe blev våbenhvile indført, og midlertidige grænser, den såkaldte Grønne Linje, blev oprettet. Jordan inkluderede det som senere blev kendt som Vestbredden og Østjerusalem under sit styre, mens Egypten tog kontrol over Gazastriben. Israel blev anerkendt som medlem af FN (Forenede Nationer) den 11. maj 1949. I løbet af fjendtlighederne flygtede 711.000 arabere fra Israel ifølge FN. De palæstinensiske flygtninges skæbne er i dag forsat en af hovedtvisterne i Palæstina-Israel-konflikten. Et tilsvarende antal jøder, over 850.000, menes at være flygtet fra deres hjem i forskellige arabiske lande i perioden efter Israels uafhængighedserklæring i 1948 og frem til tidligt i 1970'erne. Størstedel af alle disse jødiske flygtninge immigrerede efterfølgende til Israel – det anslås at 600.000 slog sig ned i Israel.
I statens tidlige år dominerede venstrefløjszionismen den israelske politik under ledelse af statsministeren, David Ben-Gurion. Disse år blev præget af masseimmigration fra bl.a. overlevende fra holocaust og udvandrende jøder fra arabiske lande, hvis emigration blev fremskyndet af voldelig forfølgelse og statslig konfiskation af ejendom, der blev støttet af Den Arabiske Liga. Israels befolkning øgedes fra 800.000 til to millioner mellem 1948 og 1958. Herunder blev den jødiske befolkning fordoblet indenfor statens første fire leveår: fra ca. 650.000 i 1948 til mere end 1.300.000. De fleste ankom som flygtninge uden ejendele og blev huset i midlertidige lejre kendt som ma'abarot. I 1952 levede over 200.000 immigranter i sådanne teltbyer. Behovet for at løse denne krise fik Ben-Gurion til at underskrive en reparationsaftale med Vesttyskland, hvilket udløste masseprotester fra jøder, der ikke brød sig om, at Israel "gjorde forretninger" med Tyskland.
I 1950'erne blev Israel ofte angrebet af arabiske grupper (fedayeen), hovedsagelig fra den egyptisk kontrollerede Gazastribe. I 1956 sluttede Israel sig til en hemmelig alliance med Storbritannien og Frankrig med det formål at genvinde Suez-kanalen, som egypterne havde nationaliseret (se Suez-krisen). Selvom Israel erobrede Sinai-halvøen, pressede USA og Sovjetunionen Israel til retræte til gengæld for garantier for israelske skibsfartsrettigheder i Rødehavet og Suezkanalen.
I begyndelsen af det følgende årti pågreb Israel Adolf Eichmann, en af arkitekterne bag nazisternes Endelige løsning, der havde levet skjult i Argentina, og stillede ham for en israelsk domstol. Retssagen fik en stor indflydelse på den offentlig bevidsthed om holocaust, og Eichmann blev den hidtil eneste, der er blevet dømt til døden ved en israelsk domstol.

### Konflikter, fredstraktater og kontroversiel regering
I 1967 samlede Egypten, Jordan og Syrien deres samlede tropper nær ved de israelske grænser, udviste FN's fredsstyrker og blokerede Israels adgang til Rødehavet. Israel anså disse handlinger for et tilfælde af casus belli og kom fjenden i forkøb med et angreb, der indledte seksdageskrigen. I løbet af den korte krig tog israelerne kontrollen over Vestbredden, Gazastriben, Sinai-halvøen og Golanhøjderne. Grænsedragningen fra 1949 blev gjort til administrativ grænse mellem Israel og de besatte områder. Jerusalems grænser blev udvidet og Østjerusalem indlemmet i strid med international lov. Jerusalemloven, der blev vedtaget i 1980, gentog denne grænsedragning og satte igen gang i en international kontrovers om Jerusalems status.
250.000 palæstinensere og det palæstinensiske lederskab med Yasser Arafat i spidsen måtte i juni 1967 flygte til Jordan.
Tidligt i 1970'erne begyndte palæstinensiske grupper at rette en bølge af angreb mod israelske mål rundt om i verden. Det mest opsigtsvækkende af disse var gidseltagningen af israelske atleter under Sommer-OL 1972, der endte med at vesttysk politi angreb 2 helikoptere, der var bevilget i en aftale om frit lejde. Israel svarede igen med den såkaldte Operation Guds Vrede, hvor de ansvarlige, efter Israels skøn, blev opsporet og dræbt. Denne gengældelsespolitik over for en aktion, der i sig selv var en gengældelse (for ikke at kunne deltage som nation i OL og for at være smidt ud af Vestbredden), var og er til denne dag kontroversiel. Mindst en uskyldig måtte lade livet i den anledning, da en marokkansk tjener blev dræbt uden spørgsmål i Lillehammer i Norge, hvilket på det skarpeste blev fordømt af Norge og som førte til et anstrengt forhold mellem de 2 lande.
Den 6. oktober 1973 under Yom Kippur, den helligste dag i den jødiske kalender, foretog den egyptiske og den syriske hær et invasionsforsøg i form af et overraskelsesangreb mod Israel. Krigen endte den 26. oktober med, at Israel drev de egyptiske og syriske styrker tilbage, men led store tab. En intern efterforskning fritog regeringens ansvar for krigen, men den offentlige vrede tvang statsminister Golda Meir til at gå af.
Knesset-valget i 1977 markerede et stort vendepunkt i Israels politiske historie, da Menachem Begins konservative Likudparti fik flertal i Knesset i stedet for det socialdemokratiske Arbejderparti. Senere samme år besøgte Egyptens præsident, Anwar Sadat, Israel efter en invitation fra Menachem Begin og talte foran Knesset. Anwar Sadat var den første arabiske leder, der anerkendte Israel. I de to efterfølgende år underskrev Sadat og Menachem Begin Camp David-aftalen og fredstraktaten mellem Israel og Egypten. Israel trak sig tilbage fra Sinai-halvøen og besluttede at gå ind i forhandlinger om et selvstyre for palæstinensere på den anden side af den grønne linje, men planen blev aldrig iværksat.
I 1982 greb Israel ind i den libanesiske borgerkrig for at tilintetgøre baser, hvorfra Palæstinas befrielsesfront havde bombarderet civile mål i det nordlige Israel. Modstanden i det sydlige Libanon blev hurtigt nedkæmpet, og i forsøg på at bringe PLO's tilstedeværelse helt til ophør, fortsatte de israelske styrker til Beirut, som den libanesiske hær havde forladt. Her blev de palæstinensiske styrker angrebet og nedkæmpet. Kampene i konflikten kostede mange menneskeliv. Beirut-avisen An Nahar anslog, at 5.515 mennesker, militære og civile, blev dræbt i Beirut-området, mens 9.797 militærfolk (fra PLO, Syrien og andre) samt 2.513 civile mistede livet andetsteds i Libanon.
Det var på længere sigt en Pyrrhussejr, for PLO returnerede efter forvisningen med Arafat i spidsen til Gaza i 1994 efter den første intifada og Oslo-aftalen, og i stedet for det relativt svage PLO, fik man i Libanon en ny, langt stærkere fjende, Hizbollah – der opstod i 1982 som svar på den israelske invasion. Israel trak sig tilbage fra store dele af Libanon i 1985, men opretholdt en bufferzone frem til 2000. Den første intifada, et palæstinensisk oprør mod israelske regler, brød ud i 1987 med voldsbølger i de besatte områder. I de følgende seks år blev flere end tusinde mennesker dræbt i den efterfølgende vold, hvoraf meget var intern palæstinensisk vold. Under Golfkrigen støttede PLO og mange palæstinensere Saddam Hussein og irakiske Scudangreb mod Israel.
I 1992 blev Yitzhak Rabin statsminister efter et valg, hvor hans parti gik ind for kompromis med Israels naboer. Samme år underskrev Shimon Peres og Mahmoud Abbas på vegne af Israel og PLO Oslo-aftalen, der gav det palæstinensiske selvstyreområde rettighederne til selv at styre dele af Vestbredden og Gazastriben mod til gengæld at anerkende Israels ret til at eksistere og at afslutte terrorismen. I 1994 blev fredsaftalen mellem Israel og Jordan underskrevet, og dermed blev Jordan det andet arabiske land, der normaliserede sit forhold til Israel. Alles støtte til forliget aftog da Israel blev ramt af en angrebsbølge fra palæstinenserne. Attentatet på Yitzhak Rabin udført af en højreekstremistisk jøde i november 1995, da Rabin forlod en demonstration for fred, chokerede landet. I slutningen af 1990'erne trak Israel sig tilbage fra 80 % af Hebron, men har stadig direkte kontrol med de 15.000 palæstinensere, der bor i umiddelbar nærhed af Abrahams Grav. Ifølge aftalen fra januar 1997 bevares den israelske militære tilstedeværelse for at beskytte de 450 i øvrigt bevæbnede bosættere, der udgør en "jødisk enklave" i byen. De israelske soldater har delvist genåbnet den centrale palæstinensiske handelsgade, Shuhada street, der er en af aftalens mest følsomme emner, fordi den forbinder flere israelske bosættelser.
Wye-floden-aftalen, der gav større kontrol til det palæstinensiske selvstyreområde, blev underskrevet i 1997.
Ehud Barak, der blev valgt til statsminister i 1999, startede det nye årtusinde ved at trække styrker tilbage fra Sydlibanon og indledte forhandlinger med styreformanden i Det palæstinensiske selvstyreområde, Yasser Arafat samt USA's præsident Bill Clinton under Camp David-forhandlingerne i 2000. Under forhandlingerne tilbød Barak en plan for etablering af en palæstinensisk stat, men Yasser Arafat afslog den. Efter at forhandlingerne brød sammen, begyndte palæstinenserne den anden intifada.
Ariel Sharon blev kort efter ny statsminister ved en speciel afstemning i 2001. I løbet af sin regeringstid gennemførte Sharon planen om ensidig tilbagetrækning fra Gazastriben, og han gik også i spidsen for konstruktionen af Israels separationsbarriere.

### Efter 2. intifada
2. intifada betød, at mistilliden mellem parterne voksede, og den israelske fredsbevægelse blev fragmenteret, hvorefter den reelt gik i opløsning.
I januar 2006 blev Ariel Sharon ramt af et massivt slagtilfælde, der efterlod ham i koma, og regeringsmagten blev overgivet til Ehud Olmert. Hamas' og Hizbollahs kidnapning af israelske soldater samt deres bombning af bosættelser ved Israels nordlige grænse førte til en fem uger lang krig, kendt i Israel som "anden Libanon-krig". Konflikten endte med, at FN pålagde parterne våbenhvile. Israels statsoverhoved, Dan Halutz, fratrådte efter krigen.
Den 27. november 2007, blev den israelske statsminister Ehud Olmert og den palæstinensiske præsident Mahmoud Abbas enige om at forhandle på alle punkter og ikke sky nogen anstrengelse for at nå til enighed inden udgangen af 2008.
I december 2008, brød en våbenhvile sammen mellem Hamas og Israel. Hamas sagde det var fordi Israel ikke havde ophævet en blokade mod Gaza-striben, mens Israel sagde det var fordi Hamas affyrede raketter ind i Israel fra Gaza. Israel svarede igen ved at igangsætte Operation Støbt Bly med en række luftangreb. Den 3. januar 2009 gik israelske tropper ind i Gaza, der markerede starten på en landoffensiv. Lørdag den 17. januar annoncerede Israel en ensidig våbenhvile, som var betinget af eliminering af yderligere raket- og mortérangreb fra Gaza. Israel begyndte at trække sig tilbage over de næste dage. Hamas annoncerede senere deres egen våbenhvile. Den indeholdt dens egne betingelser om de israelske styrkers tilbagetrækning på højst en uge og åbningen af grænseovergangene. Angreb fra begge parter har fortsat efter våbenhvilen. 31. marts 2009 fik Israel dannet en ny regering med Benjamin Netanyahu som premierminister. Regeringen proklamerede en uforsonlig linje overfor palæstinenserne. USA søgte at mægle mellem parterne, men først i juli 2013 lykkedes det udenrigsminister John Kerry at få påbegyndt egentlige fredsforhandlinger i Den israelsk-palæstinensiske konflikt. Kerry opgav foreløbig yderligere mægling i april 2014, og konfrontationerne mellem israelske styrker og Hamas fortsatte. En israelsk kommentator hævdede, at ingen af parterne reelt viste vilje til fred, men at hovedansvaret lå hos den israelske regering, som fører en "afvisningspolitik" over for palæstinenserne. I juli 2014 fandt der en række kampe sted mellem israelsk militær og Hamas, efter at en bortførelse og efterfølgende drab på tre israelere og en hævnaktion med drab på en palæstinensisk dreng, havde udløst de værste uroligheder siden 2. intifada. Hamas erklærede i forbindelse med gensidige luftangreb med raketter ind i Israel, at "alle israelere er nu vores mål".
Israels regering indledte den 14. juli en landoffensiv, og denne optrapning af konflikten betød, at Qatar og Egypten forsøgte at etablere en våbenhvile, ligesom USA's udenrigsminister John Kerry den 22. juli rejste til Jerusalem med et tilsvarende krav.

## Geografi
Israel ligger på østkysten af Middelhavet og grænser til Libanon mod nord, Syrien og Jordan mod øst og Egypten mod sydvest. Israels suveræne område uden de områder, som blev erobret af Israel under seksdageskrigen i 1967, er 20 770 km², hvoraf 2 % er vand. Arealet af det område, som er under Israels styre, dvs. inklusive Jerusalem og Golanhøjderne, er 22 000 km².
Det totale areal af områderne under israelsk kontrol, inkluderet Palæstinaområdet på Vestbredden, som er under militær kontrol og delvis selvstyret, er 27 799 km².
Selv om landet er lille, har Israel en varieret geografi, fra Negev-ørkenen mod syd til bjergene i Galilæa, Karmelbjerget og Golanhøjderne mod nord. Omkring 70 % af befolkningen bor på kystsletterne ved Middelhavskysten. Øst for højlandene ligger Jordandalen, som er en lille del af den 6 500 km lange Great Rift Valley. Jordanfloden løber igennem Jordandalen fra Hermonbjerget gennem Hulahdalen og Genesaretsøen til Dødehavet, som er det laveste punkt på jordens overflade.
Unikt for Israel og Sinai-halvøen er makhteshimer, eller erosionscirkler. Den største makhtesh i verden er Ramon-krateret i Negev, som måler 40 gange otte kilometer.

### Klima
Israel har store temperaturforskelle, specielt om vinteren. Bjergområderne er præget af blæst og lave temperaturer, og til tider falder der også sne der. Toppen af Hermon er dækket af sne store dele af året og Jerusalem får normalt i hvert fald et snefald om året.
Kystbyerne, som Tel Aviv og Haifa, har derimod et typisk middelhavsklima med kølige, regnfulde vintre og lange, varme somre. Fra maj til september falder der kun små mængder regn. Israel benytter sig også af de store muligheder for solenergi og er det land i verden, som bruger mest solenergi pr. indbygger.
| Vejr for Tel Aviv, Israel                                        | Vejr for Tel Aviv, Israel | Vejr for Tel Aviv, Israel | Vejr for Tel Aviv, Israel | Vejr for Tel Aviv, Israel | Vejr for Tel Aviv, Israel | Vejr for Tel Aviv, Israel | Vejr for Tel Aviv, Israel | Vejr for Tel Aviv, Israel | Vejr for Tel Aviv, Israel | Vejr for Tel Aviv, Israel | Vejr for Tel Aviv, Israel | Vejr for Tel Aviv, Israel | Vejr for Tel Aviv, Israel |
|                                                                  | Jan                       | Feb                       | Mar                       | Apr                       | Maj                       | Jun                       | Jul                       | Aug                       | Sep                       | Okt                       | Nov                       | Dec                       | År                        |
| ---------------------------------------------------------------- | ------------------------- | ------------------------- | ------------------------- | ------------------------- | ------------------------- | ------------------------- | ------------------------- | ------------------------- | ------------------------- | ------------------------- | ------------------------- | ------------------------- | ------------------------- |
| Gennemsnitlig maks °C                                            | 18,3                      | 18,9                      | 20,7                      | 22,6                      | 24,4                      | 27,1                      | 32                        | 33,9                      | 29                        | 26,9                      | 23,9                      | 20,3                      | 24,83                     |
| Gennemsnitlig °C                                                 | 14,7                      | 15,4                      | 17,2                      | 19,3                      | 21,7                      | 24,7                      | 26,9                      | 27,6                      | 26,6                      | 23,8                      | 20,2                      | 16,6                      | 21,23                     |
| Gennemsnitlig min °C                                             | 11,1                      | 11,9                      | 13,6                      | 16                        | 18,9                      | 22,4                      | 24,7                      | 25,4                      | 24,1                      | 20,7                      | 16,5                      | 12,8                      | 18,18                     |
| Gennemsnitlig nedbør mm                                          | 126,9                     | 90,1                      | 60,6                      | 18                        | 2,3                       | 0                         | 0                         | 0                         | 0,4                       | 26,3                      | 79,3                      | 126,4                     | 530,3                     |
| Kilde: Nedbør: Israel Meteorological Service databases (engelsk) |                           |                           |                           |                           |                           |                           |                           |                           |                           |                           |                           |                           |                           |

### Vandressourcer
Områdets stigende befolkning og ringe nedbørsmængder, der de seneste år også har været under gennemsnittet, belaster vandressourcerne i området. Vandspejlet i landets største ferskvandsreservoir, Genesaret Sø, er faldet med flere meter og truer med i sommeren 2008 at nå det kritiske punkt på 213 meter under havets overflade, hvor søen skades økologisk ved tilsaltning og tilgroning. I de sidste 17 år har slusen, som regulerer vand til Jordanfloden været lukket, hvilket har ført til, at også vandspejlet i Det Døde Hav er faldet og stadig falder kraftigt, da Jordanfloden er dets eneste tilløb. På grund af de små vandressourcer har Israel udviklet forskellige vandbesparende teknologier, deriblandt drypvanding.

## Regering og politik
Israel er et demokratisk land med almindelig stemmeret og styres efter et parlamentarisk system. Israels præsident er statsoverhoved med hovedsageligt ceremonielle opgaver. Et parlamentsmedlem støttet af majoriteten i parlamentet bliver statsminister, hvilket sædvanligvis er formand for det største parti. Statsministeren er regeringschef og kabinetbestyrer.
Israels parlament, Knesset, har 120 medlemmer og har en proportional repræsentation af de forskellige politiske partier. Parlamentsvalg afholdes hvert fjerde år, men Knesset kan opløse regeringen når som helst ved et mistillidsvotum. Israel har ikke en nedskreven grundlov, men i 2003 påbegyndte Knesset nedskrivningen af en officiel grundlov baseret på den gældende, grundlæggende lovgivning.
Retssystemet har tre niveauer. Nederste niveau er magistratretterne, som findes i de fleste byer rundt omkring i landet. Næste niveau er distriktsdomstolene, som fungerer både som appeldomstole og første instansdomstole, og de findes i fem af Israels seks distrikter. Det tredje og højeste niveau i retssystemet er højesteret, som er placeret i Jerusalem. Retten har en dobbelt rolle som både højeste appelret og overordnet retsinstans. I sidstnævnte rolle er højesteret første retsinstans, hvilket giver enkeltpersoner, både statsborgere og ikke-statsborgere, mulighed for at anlægge sag mod myndighedsinstanser. Israel er ikke medlem af Den internationale straffedomstol, da man frygter at politisk pres kan påvirke rettens afgørelser til ugunst for landet. Israels lovsystem kombinerer engelsk normalret, civilret og jødisk ret. Det er baseret på Stare decisis' principper (præcedens) og er et akkusatorisk processystem, hvor parterne bringer beviser frem for retten. Retssager bliver afgjort af professionelle dommere snarere end af nævninge. Ægteskabsindgåelse og ægteskabsbrud er de religiøse domstoles juridiske område: jødisk, muslimsk, drusisk og kristent. En komité bestående af Knessets medlemmer, højesteretsdommere og medlemmer af den israelske advokatforening forestår udvælgelse af dommere.
En grundlæggende israelsk lov: "Menneskelig værdighed og frihed", specificerer menneske- og frihedsrettigheder. Israel er det eneste land i regionen, som er rangeret som "fri" af Freedom House, baseret på en vurdering af befolkningens borgerrettigheder og politiske rettigheder; de "israelsk besatte territorier" eller den "palæstinensiske autoritet" blev rangeret som "ikke-fri" I pressefrihedsindekset rangeredes Israel som nummer 50 ud af 168 lande, hvad angår trykkefrihed, og dermed højest af alle lande i Mellemøsten. Grupper som Amnesty International og Human Rights Watch har dog ofte været kritisk over for Israels overholdelse af menneskerettighederne. Israels borgerrettigheder giver plads til selvkritik fra grupper som B'Tselem, en israelsk menneskerettighedsorganisation. Israel er en velfærdsstat, hvis sundhedssystem ifølge en lov indført i 1995 garanterer lige adgang til behandling for alle indbyggere i landet.

### Administrative distrikter
Staten Israel er delt ind i seks hovedadministrerende distrikter, kendt som mehozot (מחוזות; ental: mahoz) – Centraldistriktet, Haifa-distriktet, Jerusalem-distriktet, Norddistriktet, Syddistriktet og Tel Aviv-distriktet. Distrikterne er videre delt ind i femten underdistrikter kendt som nafot (נפות; ental: nafa), som selv er delt ind i 50 naturlige regioner. Til statistikformål er landet delt ind i tre metropolområder: Tel Aviv og Gush Dan (befolkning 3 150 000), Haifa (befolkning 996 000) og Beersheba (befolkning 531 600). Israels største by, både når det gælder befolkning og areal, er Jerusalem med 732 100 indbyggere på et område på 126 kvadratkilometer. Tel Aviv, Haifa, og Rishon LeZion rangeres som Israels næstmest befolkede byer, med befolkningstal på henholdsvis 384 600, 267 000 og 222 300.

### Besatte områder
Landområderne Vestbredden, Gazastriben, Østjerusalem og Golanhøjderne er områder, Israel erobrede fra Egypten, Jordan og Syrien i løbet af seksdageskrigen. Disse landområder betegnes undertiden for "de besatte områder" eller "de omstridt områder". Udtrykkene er også brugt til at beskrive Sinai-halvøen, som blev returneret til Egypten som en del af fredsaftalen mellem Israel og Egypten i 1979. Israel etablerede efterfølgende flere israelske bosættelser i disse landområder. Israel har egne civile love for Golanhøjderne og Østjerusalem, hvilket integrerer disse i landets territorium. Israels forsøg på annektere Golanhøjderne og Østjerusalem er blevet mødt med kritik af store dele af verdenssamfundet, herunder FN's Sikkerhedsråd. De fleste forhandlinger relateret til områderne er sket på grundlag af resolution 242 fra FN's sikkerhedsråd, som specificerer, at Israel skal trække sig tilbage fra de "besatte områder" mod at opnå fred med arabiske stater. Sikkerhedsrådets resolution 242 specificerer dog ikke, hvad der konkret forstås med "besatte områder". Således var Vestbredden og Gazastriben oprindeligt en del af Palæstinamandatet, og var dermed ikke forud for 1948-krigen en del af henholdsvis Jordan og Egypten. Modsat har hverken Golanhøjderne eller Sinai-halvøen været del af Palæstinamandatet.
Befolkningen på Vestbredden består primært af arabiske palæstinensere, inkluderet historiske bosættelser i områderne og flygtninge fra Israels uafhængighedskrig. Fra besættelsen i 1967 frem til 1993 har palæstinenserne i disse områder været under israelsk militær administration. Med Oslo-aftalen blev de palæstinensiske territorier inddelt i områderne A, B og C, hvor A betegner områder under palæstinensisk civil og militær kontrol, B palæstinensisk civil kontrol og israelsk militær kontrol og C israelsk civil og militær kontrol. Områderne A og B udgør 38 % af de palæstinensiske territorier, mens område C udgør 62 %. Som stadig flere angreb som en del af anden intifada, blev af den israelske regering brugt som forklaring på konstruktionen af Israels barriere på Vestbredden. I 2004 tog den International Domstol i Haag, efter opfordring fra FN's Generalforsamling, stilling til den barriere israelerne havde opført inde i de besatte områder. Domstolen slog fast, at Østjerusalem, Vestbredden og Gaza er besatte områder. Den slog også fast at Israel ikke har noget legitimt krav på nogen del af de besatte områder. Endelig fastslog den, at den israelske barriere var ulovlig, og skulle rives ned . Israelerne fortsætter imidlertid med at bygge barrieren, selvom den er erklæret ulovlig .
 som ifølge dens modstandere for det meste er bygget inden for Vestbreddens område. I 2005 rømmede Israel Gazastriben og flyttede den israelske befolkning fra Gazastriben samt styrkerne der (sammen med fire bosættelser fra Vestbredden) til den nordlige del af Vestbredden.
Siden 2009 har den israelske regering (under ledelse af Benjamin Netanyahu) ført en uforsonlig politik over for de besatte områder, idet den ikke anerkender, at de valgte palæstinensiske politikere er en "forhandlingspartner", samtidig med, at den har tilladt fortsat bosættelse på Vestbredden. I en FN-rapport fra 2013 betegnes denne politik som en overtrædelse af folkeretten. 

### Militær
Israels forsvar består af den israelske hær (Tzva Hahagana LeYisra'el), det israelske luftvåben og den israelske marine. Det blev grundlagt under Israels uafhængighedskrig fra paramilitære organisationer – hovedsagelig Haganah – som havde medvirket til staten Israels oprettelse. Israels forsvar drager også nytte af resurser i det israelske militære efterretningsvæsen, Aman, som samarbejder med Mossad og Shin Bet. Israels militærs involvering i større krige og grænsekonflikter har gjort det til en af de mest kampvante væbnede styrker i verden.
Størstedelen af israelerne bliver indkaldt til militærtjeneste i en alder af 18 år. Mænd gør tjeneste i tre år, mens kvinderne gør det i to år. Efter den obligatoriske førstegangstjeneste bliver israelske mænd indrulleret i forsvarets reservestyrker og har flere ugers genindkaldelse hvert år frem til de fylder 40 år. De fleste kvinder er fritaget for genindkaldelse. Israelske arabere og de, som er optaget af religionsstudier på fuld tid, er fritaget fra militæret, selv om denne bestemmelse har været genstand for meget uenighed og debat i det israelske samfund i mange år. Et alternativ for dem, som af forskellige grunde fritages for militærtjeneste, er Sherut Leumi (no), som indebærer tjeneste ved sygehuse, skoler og andre sociale velfærdsinstitutioner. Som et resultat af dette værnepligtsprogram opretholder Israel omtrent 168 000 aktive tropper og yderligere 408 000 reservister.
Nationens militær er meget afhængig af højteknologiske våbensystemer udformet og produceret i Israel så vel som udenlandsk import. USA er en specielt betydningsfuld udenlandsk bidragsyder, der forventes at forsyne landet med militærbistand for 30 milliarder USD i perioden mellem 2008 og 2017. Det israelsk-/amerikanskudviklede Arrow-missil (sv) er et af verdens eneste operative antiballistiske missiler. Siden Yom Kippur-krigen har Israel udviklet et netværk af spionsatellitter. Ofeq-programmets succes har gjort Israel til et af de syv lande, som kan opsende satellitter. Landet har udviklet sin egen kampvogn, Merkava. Helt fra statens oprettelse har Israel måtte investere en betydelig del af sit BNP i forsvaret. I 1984 brugte landet eksempelvis 24 % af sit BNP på forsvar. I dag er tallet faldet til 7,3 %.

#### Atomvåben
Israel har ikke underskrevet Ikke-spredningsaftalen og opretholder en politik med forsætlig tvetydighed i forbindelse med landets kernevåbenskapacitet, selv om landet anses for at være i besiddelse af atomvåben.
Efter Golfkrigen i 1991, da Israel blev angrebet af irakiske Scud-missiler, blev det ved lov krævet, at alle lejligheder og hjem i Israel skulle have en mamad, der er et forstærket sikkerhedsrum, uigennemtrængeligt for kemiske og biologiske substanser. Israel har aldrig meldt åbent ud, hvor mange atomvåben de ligger inde med, men en fortalelse fra Jimmy Carter angiver at Israel har 150 atomvåben.

### Udenrigsforbindelser
Israel har diplomatiske forbindelser med 158 nationer og har 79 ambassader rundt om i verden. Kun tre medlemmer af Den Arabiske Liga har normale forbindelser med Israel; Egypten og Jordan skrev fredsaftaler under i henholdsvis 1979 og 1994, og Mauretanien valgte at åbne for fuldstændige diplomatiske forbindelser med Israel i 1999. To andre medlemmer af Den arabiske liga, Marokko og Tunesien, som havde nogle diplomatiske relationer med Israel, opgav disse i starten af den anden intifada i 2000. Imidlertid er forbindelserne med Marokko blevet styrket siden 2003, og Israels udenrigsminister har besøgt landet. Under israelsk lov er Libanon, Syrien, Saudi-Arabien, Irak og Yemen fjendtlige lande, og israelske indbyggere har ikke lov til at besøge dem uden tilladelse fra Israels indenrigsministerium. Israel har siden 1995 været medlem af Middelhavsdialogen, som arbejder for samarbejde mellem syv lande i Middelhavsområdet og medlemmer af NATO.
USA, Tyrkiet, Tyskland, Storbritannien og Indien er blandt Israels nærmeste allierede. USA var det første land, som anerkendte staten Israel, efterfulgt af Sovjetunionen. USA kan anse Israel som dets primære allierede i Mellemøsten, baseret på fælles politiske og religiøse værdier. Til trods for, at Tyrkiet og Israel ikke oprettede fulde diplomatiske forbindelser før i 1991, har Tyrkiet samarbejdet med staten siden anerkendelsen af landet i 1949. Tyrkiets forbindelser med andre arabiske stater har også modificeret landets forbindelser med Israel. Tysklands stærke bånd til Israel kan stamme fra en beslutning om at rette op efter Holocaust. De to lande har samarbejdet om naturvidenskabelige og uddannelsesrelaterede bestræbelser og er forblevet stærke økonomiske partnere. Indien oprettede fulde diplomatiske bånd med Israel i 1992 og har bygget et strengt militært og kulturelt partnerskab op med landet siden da. Storbritannien har opretholdt fulde diplomatiske forbindelser med Israel siden landets oprettelse og havde to statsbesøg i 2007. Det har også en stærk handelsforbindelse, hvor Israel er det 23. største på markedet. Forbindelser mellem de to lande blev også stærkere efter at den tidligere statsminister Tony Blair arbejdede for at dele staten i to. Storbritannien bliver set på som indehaver af et "naturligt" forhold til Israel på grund af Palæstinamandatet. Iran havde diplomatiske forbindelser med Israel under Shahen, men inddrog anerkendelsen af Israel under Den iranske revolution.

## Økonomi
Israel er anset som et af de mest avancerede lande i Mellemøsten, når det gælder økonomisk og industriel udvikling. Landet har rangeret på toppen i regionen på verdensbankens Ease of Doing Business-indeks så vel som i World Economic Forums globale konkurrenceevnerapport. Landet har det næststørste antal nystartede firmaer i verden (efter USA) og det højeste antal NASDAQ-listede firmaer uden for Nordamerika. I 2007 havde Israel det 44. højeste bruttonationalprodukt og 22. højeste bruttonationalprodukt pr. indbygger (ved købekraftsparitet) med henholdsvis 232,7 milliarder USD og 33,299 USD. I 2007 blev Israel inviteret til at deltage i Organisation for Economic Co-operation and Development, som fremmer samarbejde mellem lande, der holder fast ved demokratiske principper, og som opererer med fri markedsøkonomi.
Til trods for begrænsede naturlige ressourcer har intensiv udvikling og landbrugs- og industrisektoren det sidste årti gjort Israel til stort set selvforsynende inden for madproduktion, bortset fra korn og oksekød. Andre større importvarer til Israel – som udgør 47,8 milliarder USD i 2006 – består af fossilt brændsel, råmaterialer og militært udstyr. Ledende eksportvarer er frugt, grøntsager, lægemidler, software, kemikalier, militær teknologi og diamanter; i 2006 nåede israelsk eksport 42,86 milliarder USD. Israel er en global leder inden for vandværn og geotermisk energi. Udvikling af ny teknologi inden for edb-programmer, kommunikation og biovidenskab har udløst sammenligninger med Silicon Valley. Intel og Microsoft byggede deres første oversøiske forsknings- og udviklingscenter i Israel, og andre højteknologiske, multinationale koncerner, som IBM, Cisco Systems og Motorola, har åbnet faciliteter i landet. I juli 2007 købte den amerikanske milliardær Warren Buffetts Berkshire Hathaway det israelske selskab Iscar, deres første ikke-amerikanske erhvervelse, for fire milliarder USD. Siden 1970'erne har Israel modtaget økonomisk støtte fra USA, som også låner Israel penge for at betale udlandsgæld, selvom den støtte er forventet at afslutte i 2008.
Turisme, specielt religiøs turisme, er en anden vigtig branche i Israel, med landets tempererede klima, strande, arkæologiske og historiske åsteder, og unikke geografi, som også tiltrækker turister. Israels sikkerhedsproblemer har øget afgifterne inden for branchen, men antallet af turister er på vej op igen.

### Bankvæsen
Israels bankvæsen har sine rødder i zionistbevægelsen i begyndelsen af det 20. århundrede, før etableringen af staten Israel. World Zionist Organization grundlagde i 1902 Den anglopalæstinensiske bank (som senere blev omdøbt til Bank Leumi). De to største banker, Bank Hapoalim og Bank Leumi, kontrollerer over 60 % af markedet, og de fem største over 90 % af bankaktiviteten. Bank of Israel fører tilsyn med al bankaktivitet.

## Samfund

### Demografi
Ved udgangen af 2013 var Israels befolkning på 8,13 millioner ifølge tal fra Det israelske statistiske Bureau. Af disse har 75 %, altså cirka 6,1 millioner, jødisk ophav, 20,7 % er israelske arabere og 4,3 % "andre", hvoraf de fleste kommer fra tidligere det Sovjetunionen, men også fra Libanon (2 500) og kristne fra Rumænien, Bulgarien og Etiopien. Omtrent 68 % af de etniske jøder er født i Israel, 22 % er immigranter fra Europa og Amerika og ti procent er immigranter fra Asien og Afrika (inklusiv Den arabiske verden). 
Indbyggertallet på 7,22 millioner inkluderer de over 260 000 israelske statsborgere på Vestbredden, i israelske byer som Ma'ale Adumim og Ariel, og i samfund som eksisterede før grundlæggelsen af staten, men blev genopført efter seksdageskrigen, så som Hebron og Gush Etzion. I tillæg bor der 18.000 etniske jøder på Golanhøjderne og 250.000 i Østjerusalem (2006). Det totale antal jødiske bosættere er over 500.000 (6,5 % af den israelske befolkning). Omtrent 7.800 levede i bosættelser på Gazastriben, indtil de blev evakueret af staten som en del af befrielsesplanen.

### Sprog
Israels to officielle sprog er hebraisk og arabisk. Hebraisk er hovedsagelig statens sprog og bliver talt af flertallet af befolkningen. Arabisk tales af den arabiske minoritet og jøder, som immigrerede til Israel fra arabiske lande. De fleste israelere kan kommunikere godt nok på engelsk, siden mange tv-programmer er på engelsk, og engelskundervisningen starter tidligt på mange skoler. Eftersom det er et land fuldt af indvandrere, kan dusinvis af sprog høres på gaderne i Israel. En stor tilstrømning af mennesker fra det tidligere Sovjetunionen og Etiopien har gjort det normalt at høre russisk og amharisk i Israel. Mellem 1990 og 1994 øgede Israels befolkning med tolv procent på grund af immigration fra de tidligere Sovjetrepublikker.

### Uddannelse og forskning
Israel har den højeste forventende uddannelsestid i Den Arabiske Verden og Sydvestasien, og står lige med Japan på pladsen for næsthøjeste forventet uddannelsestid på det asiatiske kontinent (efter Sydkorea). Israel har på lignende måde den højeste læsefærdighed i Mellemøsten, ifølge FN. The State Education Law, som kom i 1953, etablerede fem typer skoler: statslig sekulær, statslig religiøs, ultraortodoks, kommunale bosættelsesskoler og arabiske skoler. De offentlige sekulære er den største skolegruppe, og majoriteten af jødiske og ikke-arabiske elever i Israel går her. De fleste arabere sender deres børn til skoler, hvor undervisningssproget er arabisk.
I Israel er uddannelse obligatorisk for børn mellem tre og atten år. Oplæring er delt ind i tre puljer – forberedende skole (1–6 klasse), mellemskole (7–9 klasse) og videregående skole (10–12 klasse) – som topper sig med Bagrut-optagelseseksamener. Dygtighed i kernefag som matematik, Bibelen, hebraisk, hebraisk og generel litteratur, engelsk, historie og høflighed er nødvendig for at opnå Bagrut-certifikatet. I arabiske, kristne og drusiske skoler er eksamen for bibelske studier erstattet med en eksamen i islam, kristendom eller drusisk arv. I 2003 havde over halvdelen af alle israelske tolvteklasseelever fået afgangseksamen.
Israels otte offentlige universiteter er subsidieret af staten. Det hebraiske universitet i Jerusalem, Israels ældste universitet, huser det jødiske nationale universitetsbibliotek, verdens største med bøger om jødiske emner. I 2006 så var det hebraiske universitet rangeret som det 60. og 119. i to undersøgelser over verdens bedste universiteter. Andre store universiteter i landet er Technion – Israels institut for teknologi, Weizmann-instituttet for videnskab, Universitetet i Tel Aviv, Bar-Ilan-universitetet, Universitetet i Haifa og Ben-Gurion-universitetet. Israel rangeres som nummer tre i verden når det kommer til antal indbyggere med universitetsgrad (20 % af befolkningen). I 1990'erne gav en tilstrømning på en million immigranter fra det tidligere Sovjetunionen (40 % havde universitetsgrader) en stigning i Israels højteknologisektor.
Fire videnskabsmænd, som har vundet Nobelprisen, kommer fra Israel, og landet udgiver blandt de mest videnskabelige afhandlinger pr. indbygger end noget land i verden. Ilan Ramon blev i 2003 Israels første astronaut, da han var nyttelastspecialist på STS-107 i den fatale rumfærgemission med Columbia.

### Religion
Israel blev etableret som hjemland for det jødiske folk og kaldes ofte "den jødiske stat". Denne betegnelse er dog ukorrekt, da Israel kun er stat for Israels befolkning og ikke inkluderer (eller blot repræsenterer) alle jøder i hele verden. Kun israelske statsborgere har f.eks. stemmeret – jøder bosat i andre lande har ikke. Derfor rejses der jævnligt kritik af denne betegnelse, med henvisning til at Israel faktuelt er "den israelske stat".
Landets lovgivning giver alle af jødisk slægt ret til israelsk statsborgerskab.
Lidt over 76 % af befolkningen er jøder med forskellige tidligere nationale tilhørsforhold. Omtrent 68 % af disse er født i Israel, 22 % er immigranter fra Europa og Amerika, og ti procent er immigranter fra Asien og Afrika (inklusiv den arabiske verden). Den religiøse tilknytning for de israelske jøder varierer: Otte procent betegner sig som "harediske jøder" og 20 % som "sekulære jøder". En majoritet på 55 % siger, at de er "traditionelle", mens 17 procent definerer sig selv som ortodokse jøder.
Muslimer udgør 16,2 % af befolkningen og er dermed Israels største religiøse minoritet. Israelske arabere, som udgør 19,8 % af befolkningen, bidrager betydelig til dette tal, da over 82 % af dem er muslimer. Af de resterende er 8,8 % kristne og 8,4 % drusere. Medlemmer af andre religiøse grupper, som buddhister og hinduister, er fortsat repræsenteret i Israel, dog i små grupper.
Byen Jerusalem indtager en speciel plads blandt både jøder, muslimer og kristne, bl.a. som hjemsted for mange steder af religiøs karakter, så som Grædemuren, Tempelbjerget, Al-Aqsa-moskéen og Den hellige gravs kirke. Andre steder af religiøs betydning findes på Vestbredden, heriblandt Jesu fødested og Rakels hvilested i Betlehem samt patriarkernes hule i Hebron. Det administrative centrum for Bahai og Bábs gravmæle ligger i Bahá'ís verdenscenter i Haifa, og troslederen er begravet i Akko. Bortset fra vedligeholdelsespersonel er der dog ikke noget Bahai-samfund i Israel, selv om landet er en destination for Bahai-pilgrimme.

### Massemedier
Massemedier i Israel har eksisteret siden 1863, da aviserne Halevanon og Havatselet blev etableret i Jerusalem, som var de første aviser på moderne hebraisk i Israel. Efter kun et år blev disse aviser nedlagt af de osmanniske myndigheder, men allerede seks år efter, i 1869, begyndte aviser at være regelmæssige i Jerusalem til trods for den strenge censur og de små oplag.
Som i Europa udgives aviser af politiske partier, der er på vej ud i Israel. I dag er det kun tre aviser, som udgives: Hatsofeh, Hamodia og Yated Ne'eman. De tre store, hebraiske aviser er nu ejet af private konglomerater med tilhold i Tel Aviv, som dominerer det israelske mediebillede. Israel røg også ned fra 37. til 67. plads på Journalister uden Grænsers pressefrihedsrangering i 2005. Sammen med International Press Institute fordømte de tilfælde af chikane af journalister, begået af den israelske hær, specielt i de palæstinensiske territorier. Samtidig beskriver Journalister uden Grænser de israelske massemedier som "traditionelt robuste og uafhængige", og pressen er anerkendt for at gengive et bredt spekter af meninger og partier.
Israel har også en række aviser og tidsskrifter, som udgives på andre sprog som følge af landets mange minoriteter. Disse har udgivelser på arabisk, jiddisch, russisk, tysk, ungarsk, polsk og rumænsk. I tillæg udgives den engelsksprogede The Jerusalem Post, der blev grundlagt i 1932, og som også udgives dagligt i Nordamerika og på fransk i Vesteuropa.

### Kriminalitet
Kriminalitet som følge af kokain- og heroinmisbrug er stadigt voksende i Israel. Narkotika smugles ind i landet fra Libanon og Jordan.
Kriminalstatistikken for 2003 viste, at der var 484.688 kriminalsager og sager, hvor der ikke blev rejst tiltale. Dette var en stigning på 4,5 % i forhold til året før. På grund af stort fokus på bekæmpelse af palæstinensiske selvmordsbombere har det israelske politi til tider mistet kontrollen med den organiserede kriminalitet i Israel, og flere større, organiserede miljøer tjener stort på hasardspil, prostitution og narkotika. Den tidligere israelske politichef, Asaf Heretz, udtalte i 2004, at 2,5 milliarder USD med "sorte penge" var blevet investeret i Israel de senere år.
Den israelske mafia har været involveret i en række sager, blandt andet mordet på narkotikasmugleren Simon Turkov, som blev dræbt i London i marts 2004, og Hazel Crane, som blev skudt og dræbt i Sydafrika i november 2003, mens han arbejdede på beviser mod mafiabossen Lior Saat. Talsmand for det israelske politi, Gil Kleiman, sagde samme år: "Vi har ikke organiseret kriminalitet i Israel. Vi har kriminelle, som er organiserede". Han mente at organiseret kriminalitet i Israel i særlig grad bruger infiltration og at der var blevet gjort forsøg på at få kontrol over politikere i Israel, men det er ikke lykkedes for dem indtil videre. Der er i den senere tid blevet sat større ressourcer af til bekæmpelse af kriminalitet end tidligere.
Mange af de kriminelle i Israel har gjort tjeneste i den israelske hær, og de bruger deres evner til at begå kriminalitet. Mafiachefer bruger ofte militære midler som magt- og afpresning og er næsten altid pensionerede officerer. Mange af våbnene stammer også fra Israels forsvar, stjålet af soldater, som har gjort tjeneste. Disse våben er også bredt tilgængelige på det sorte marked.

## Kultur
Israels varierede kultur kommer af variationen i befolkningen. Jøder fra hele verden har taget sine kulturelle og religiøse traditioner med sig og dermed lagt en smeltedigel af jødiske vaner og trosretninger. Israel er det eneste land i verden hvor den hebraiske kalender benyttes. Skole- og arbejdsferier reguleres efter de jødiske helligdage, og den officielle hviledag er lørdag, den jødiske sabbat. Israels store arabiske minoritet har efterladt sig sine spor i den israelske kultur inden for sfærer som arkitektur, musik, og kogekunst.

### Musik
Israelsk musik er påvirket af musik fra hele verden; jemenittisk musik, chasidiske melodier, arabisk musik, græsk musik, jazz og pop-rock er alle en del af musikbilledet. Nationens kirkelige folkemusik, kendt som "Israels lands sange", handler om pionerernes oplevelser ved at bygge det jødiske hjemland. Blandt Israels verdenskendte orkestre er Israel Philharmonic Orchestra, som har holdt i over 70 år og som i dag holder over 200 koncerter årligt. Der kommer også en række notable musikere fra Israel, hvoraf nogle har opnået international stjernestatus. Itzhak Perlman og Pinchas Zukerman er blandt de internationalt anerkendte musikere, som er født i Israel. Israel har deltaget i Eurovision Song Contest nærmest hvert år siden 1973, vundet konkurrencen tre gange og været værtsland to gange. Eilat har været værtskab for sin egen internationale musikfestival, Red Sea Jazz Festival (Rødehavsjazz-festivalen), hver sommer siden 1987. Som en fortsættelse på de stærke teatralske traditioner fra det jiddiske teater i Østeuropa, bevarer Israel den dynamiske teaterscene. Israels ældste teaterfirma og nationale teater er Habima-teateret i Tel Aviv som blev grundlagt i 1918.

### Kunst og museer
Det israelske museum i Jerusalem er en af Israels vigtigste kulturelle institutioner og huser Dødehavsrullerne, sammen med en stor samling af jødisk og europæisk kunst. Israels nationale holocaustmuseum, Jad Vashem, huser verdens største arkiv af holocaustrelateret information. På universitetet i Tel Avivs højskoleområde er Beth Hatefutsoth ("Diaspora-museet") et interaktivt museum, der har viet verdens jødiske samfunds historie.

### Sport
Sport og fysisk træning har ikke altid været af største vigtighed i jødisk kultur. Atletisk dygtighed, som Oldtidens Grækenland priste, blev anset som en uvelkommen forstyrrelse fra hellenismen. Maimonides, som både var rabbiner og læge, understregede derimod vigtigheden af fysisk aktivitet og af at holde kroppen i form. Denne holdning bredte sig i det 19. århundrede under Max Nordaus kampagne for fysisk kultur, og i det 20. århundrede, da Palæstinas chefrabbiner, Abraham Isaac Kook, erklærede, at "kroppen tjener sjælen, og kun en frisk krop kan sikre en frisk sjæl".
Maccabiah Games, en olympisk-lignende begivenhed for jødiske atleter, blev startet i 1930'erne, og er blevet afholdt hvert fjerde år siden. De mest populære tilskuersportsgrene i Israel i dag er fodbold og basketball. Ligat ha'Al er landets øverste fodbolddivision, og Ligat Winner er den største basketballliga. Maccabi Tel Aviv B.C. har vundet europamesterskabet i basketball fem gange. Beersheba er blevet et nationalt skakcenter og hjemby for mange skakmestre fra tidligere Sovjetunionen. Byen var vært for World Team Chess Championship i 2005, og der undervises i skak i byens børnehaver. To år senere nåede israeleren Boris Gelfand en delt andenplads ved turneringen om skakverdensmesterskabet 2007. Indtil nu har Israel vundet seks olympiske medaljer, inkluderet guldmedalje i windsurfing under Sommer-OL i 2004.